# Cyclocross-Weltmeisterschaften 1953
Die Cyclocross-Weltmeisterschaften 1953 wurden am 8. März in Oñati, Spanien, ausgetragen. Sie waren die vierten ihrer Art. Es gab ein Rennen in der offenen Kategorie, also für Profis und Amateure gleichermaßen. Start und Ziel waren in der Stadtmitte vor dem Universitätsgebäude. Eine knapp 5,5 Kilometer lange Runde, die viermal befahren wurde, suchte die Hänge zu beiden Seiten der Stadt auf.

## Ergebnisse
| Platz | Land       | Sportler        |
| ----- | ---------- | --------------- |
| 1     | Frankreich | Roger Rondeaux  |
| 2     | Frankreich | Gilbert Bauvin  |
| 3     | Frankreich | André Dufraisse |